# Königsgärten auf dem Wawel

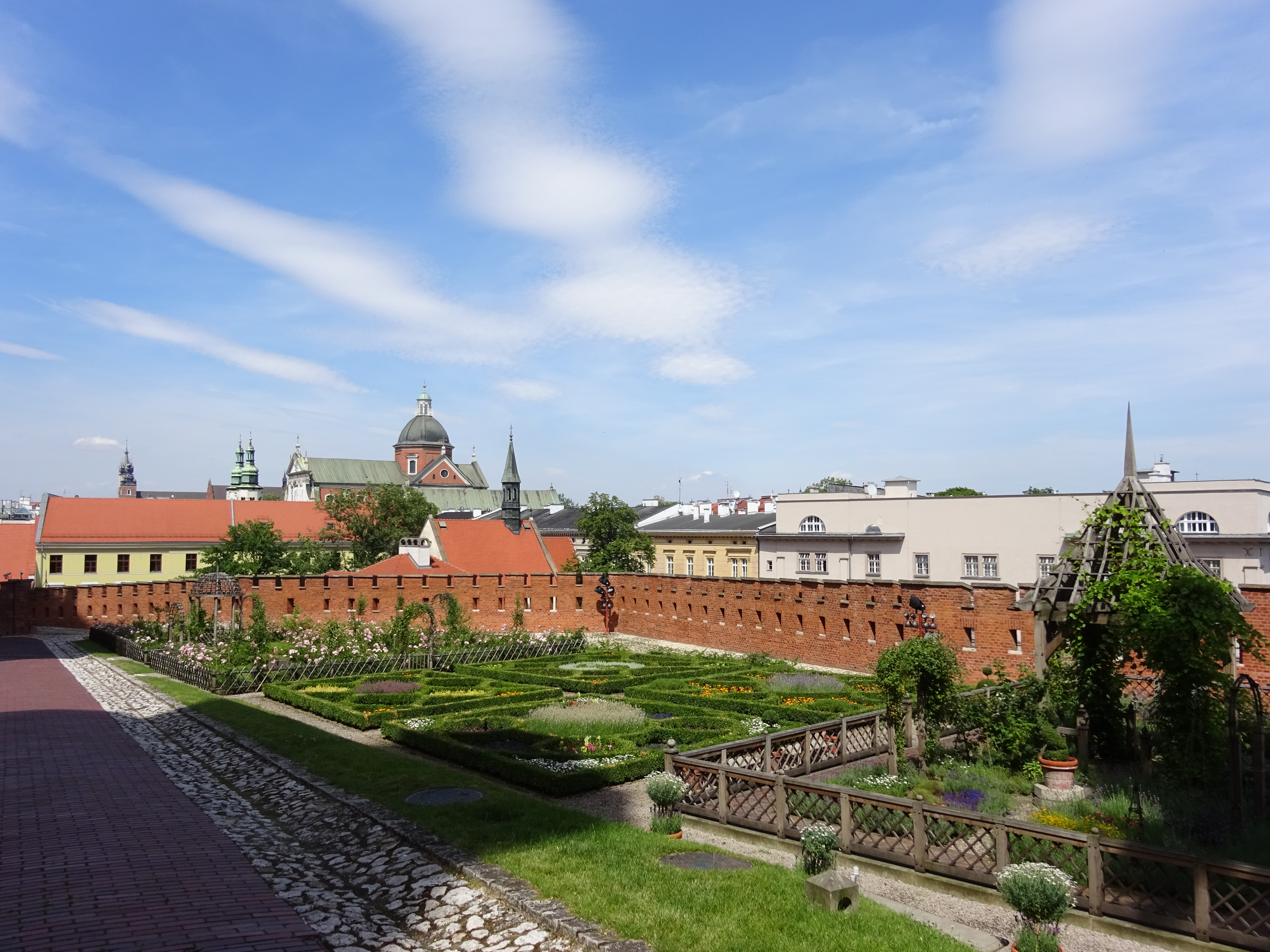
Unterer Teil der Gartenanlage

Die Königsgärten auf dem Wawel sind im Stil der Renaissance gestaltete Gartenanlagen auf dem Wawel in Krakau.
Die Gärten wurden nach dem Brand des Schlosses im Jahre 1536 anstelle einer gotischen Gartenanlage von König Sigismund I. und seiner Gattin Bona Sforza im italienischen Stil angelegt. Der obere Garten wird der Königin und der untere dem König zugeschrieben. Zu den Gärten gerhörte auch ein kleiner Weinberg. Die Gärten wurden von den Schweden 1655 verwüstet. Schließlich wurden sie im 19. Jahrhundert vollständig vernachlässigt. Während des Zweiten Weltkrieges ließ Hans Frank anstelle der Gärten Tennisplätze und ein Schwimmbad errichten. Die Gärten wurden ab den 1990er Jahren rekonstruiert und der Öffentlichkeit ab 2005 zugänglich gemacht. Heute besteht der dreiteilige Garten aus einem Broderie-Teil, der flankiert wird von einem modernen Gemüsegarten und einem Obstgarten.